# Sépulture mégalithique de Tréal
La sépulture mégalithique de Tréal est une sépulture préhistorique située à Saint-Just dans le département français d'Ille-et-Vilaine.

## Historique
À la fin du XIXe siècle, le monument déjà est endommagé, victime des chasseurs de trésor. En 1883, P. Bézier en donne la première description précise et en dresse un plan détaillé, assez stéréotypé, mais comportant plusieurs informations précieuses pour en comprendre l'architecture générale compte tenu de sa dégradation ultérieure. En 1927, Paul Banéat reprend la description de Béziers. L'édifice est classé au titre des monuments historiques en 1975. Au début des années 1980, Charles-Tanguy Leroux, Y. Lecerf et M. Gauthier dressent un relevé précis du monument qui comparé avec celui de Bézier atteste d'une nouvelle dégradation. Après les incendies de 1989, le conseil départemental d'Ille-et-Vilaine acquiert le site et un programme bisannuel de fouilles est réalisé en 1991-1992 par une équipe dirigée par Jacques Briard puis le monument fait l'objet d'une restauration.

## Description

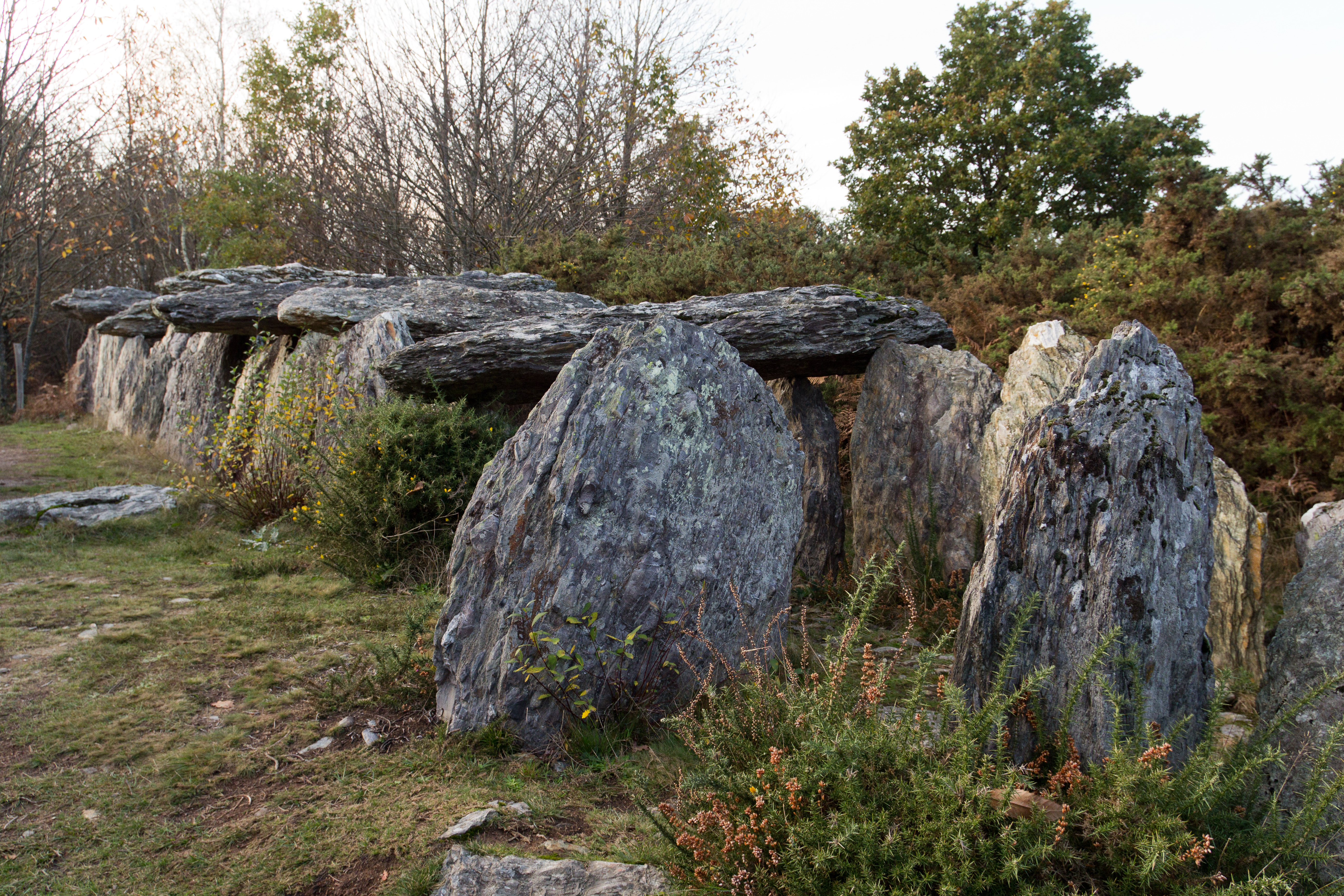
Entrée latérale

Le monument a été édifié à une centaine de mètres d'un affleurement de schiste pourpré et poudingue de Montfort sur un point dominant de la région. Par suite de l'érosion, la roche s'est naturellement délitée en dalles grossières sur place. Le monument mesure 15,50 m de long sur 1,20 m de large et 1,75 m de hauteur. Il est délimité par 14 orthostates côté nord et 12 côté sud, en schiste. L'entrée de la chambre sépulcrale est située latéralement. Elle est délimitée par deux dalles à angle droit orientées au sud-est et précédée d'un petit vestibule. La dalle de chevet, manquante et qui ne figurait déjà pas sur le plan de Bézier mais dont la fosse de calage a été retrouvée lors des fouilles, a été remplacée lors de la restauration. L'ensemble est recouvert de neuf dalles de couverture en schiste, mais deux tables représentées sur la plan de Bézier (celle recouvrant le chevet et celle recouvrant l'entrée) ont désormais disparu. À l'intérieur de la chambre, le sol est pavé avec des dalles en schiste pouvant atteindre 0,80 m de longueur.
L'ensemble était entouré d'un cairn elliptique surbaissé encerclant la sépulture de manière symétrique, de 2 à 2,50 m sur les côtés et sur 3 à 4 m aux extrémités. Il est constitué de 3 assises au maximum en dallettes de schiste et quelques blocs de quartz. Sur l'un des côtés, il semble qu'il existe un mur de parement assez sommaire constitué alternativement de petites dalles entassées perpendiculairement à l'allée ou de gros éléments placés longitudinalement.

## Mobilier archéologique
La sépulture a été fouillée clandestinement de longue date comme en atteste les nombreux trous laissés dans le sol et des fragments de céramique médiévale retrouvés sur place. Un petit mobilier archéologique préhistorique a toutefois été retrouvé dans les interstices du dallage et sous certaines dalles lors des fouilles archéologiques de 1991-1992 mais l'essentiel du matériel lithique provient du cairn. Le matériel lithique comprend une série d’éclats lamellaires en grès fin à sabals (type Montbert) retrouvés dans la chambre, quelques grattoirs et une belle pointe de flèche en silex blond (probablement importé de Touraine) découverts à l'extérieur. Les éléments de parure sont constitués d'une belle pendeloque ovoïde en cristal de roche translucide et de deux pendeloques (dont une hache-pendeloque) en fibrolithe. Ces pendeloques sont caractéristiques des sépultures du Néolithique moyen à final d'Armorique.
Les éléments céramiques découverts sont très fragmentés mais quelques reconstitutions partielles ont pu être réalisées : poterie à fond plat assez grossière, bol grossier à fond rond. L'ensemble présente des affinités avec les poteries type « pot de fleurs » de la culture Seine-Oise-Marne datée de 2500 av. J.-C..
Une fosse de 0,60 m de profondeur a été mise au jour entre deux orthostates nord du monument. Elle contenait des poteries fines et lisses, du type Chasséen (Néolithique moyen vers 3500 av. J.-C.), et quelques lamelles de silex. La nature de cette fosse (sépulture ou vestige d'un habitat) demeure indécise mais elle est antérieure à la construction du monument.

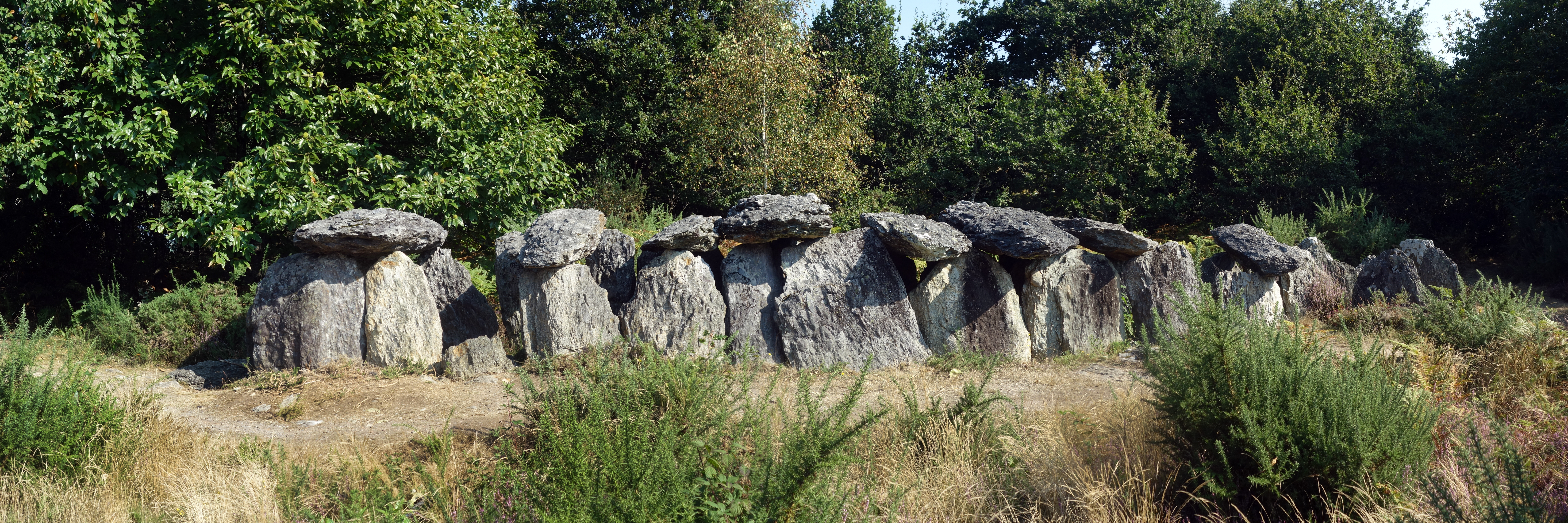
Vue générale de l'édifice en 2018.